# Mistrzostwa Polski w Judo 1973
17. edycja Mistrzostw Polski w judo odbyła się w dniach 27–28 października 1973 roku we Wrocławiu. W zawodach rywalizowali tylko mężczyźni.

## Medaliści  mistrzostw Polski

### mężczyźni
| Konkurencja: | Złoto:                | Srebro:           | Brąz:                                     |
| -63 kg       | Stanisław Mieczkowski | Adam Bes          | Andrzej Łukasiak Stanisław Radek          |
| -70 kg       | Antoni Zajkowski      | Józef Niedomagała | Marian Tałaj Gwardia Koszalin Marek Jodko |
| -80 kg       | Antoni Reiter         | Adam Adamczyk     | Jerzy Jatowtt Franciszek Paris            |
| -93 kg       | Zbigniew Bielawski    | Kasawery Borowik  | Waldemar Ogończyk Włodzimierz Lewin       |
| +93 kg       | Waldemar Zausz        | Marian Kolarczyk  | Władysław Gnarowski Piotr Kawka           |
| open         | Ksawery Borowik       | Marian Kolarczyk  | Ryszard Urbanowicz                        |